# Sergio López (Fußballspieler, 1999)
Sergio López Galache (* 8. April 1999 in Remscheid) ist ein spanisch-deutscher Fußballspieler.

## Karriere
López begann seine Laufbahn in der Jugend der UD Salamanca und der UD Santa Marta. 2016 wechselte er in die Akademie von Real Madrid. Zur Saison 2018/19 wurde er in den Kader der Zweitmannschaft Real Madrid Castilla befördert. Bis Saisonende absolvierte er 27 Partien in der Segunda División B, der dritthöchsten spanischen Spielklasse. In den folgenden Play-offs um den Aufstieg schied man in der ersten Runde gegen den FC Cartagena aus. 2019/20 spielte er 13-mal in der Segunda División B. Zur Saison 2020/21 schloss er sich auf Leihbasis dem Ligakonkurrenten Real Valladolid B an. Bis zum Ende der Spielzeit bestritt er 24 Partien in der dritten spanischen Liga. Zudem kam er für die erste Mannschaft beim 5:0-Sieg gegen den CD Cantolagua in der 1. Runde der Copa del Rey zum Einsatz. Zur Spielzeit 2021/22 unterschrieb er einen Dreijahresvertrag beim Schweizer Erstligisten FC Basel. Am 25. Juli 2021, dem 1. Spieltag, gab er beim 2:0 gegen den Grasshopper Club Zürich sein Debüt in der erstklassigen Super League, als er in der 77. Minute für Michael Lang eingewechselt wurde.
Im Sommer 2024 wechselte López zum SV Darmstadt 98.